# Fale (Tokelaus eiland)
Fale is naast Fenua Fala het enige bewoonde eiland van het Tokelaus atol Fakaofo. Veruit de meeste inwoners van het atol wonen op dit eiland, dat met een oppervlakte van slechts 4,5 hectare een heel hoge bevolkingsdichtheid heeft. Als oplossing hiervoor is men in 1960 Fenua Fale gaan bevolken.
De bestuursgebouwen, alsook het post- en politiekantoor, het transportbureau en de enige winkel van Fakaofo zijn allemaal gevestigd in het gelijknamige enige dorp. De school, het ziekenhuis en de telefoonwinkel liggen echter op Fenua Fala; meerdere malen per dag pendelt een schoolboot dan ook tussen de beide eilanden.

## Geografie
Fale ligt op 1,6 km ten zuidoosten van Fenua Fala. Tussen de beide eilanden liggen de nog kleinere eilanden, Te Afua Tau Lua en Te Afua Tau Tahi, dat op 860 m van Fale ligt. 1,3 km verder naar het zuidoosten ligt Nukumatau.
De rustige straten van Fale worden overschaduwd door broodbomen.

## Vervoer
De MV Tokelau, die Tokelau met de Samoaanse hoofdstad Apia verbindt, meert tijdens het halthouden in Fakaofo aan in Fale, omdat er enkel hier een goede in het koraal uitgehakte toegang voor sloepen is. Zie voor meer informatie over deze internationale verbindingen Fakaofo#Internationaal en interinsulair.
Bij laagwater is het water tussen Fale en Fenua Fala doorwaadbaar.

## Wetenswaardigheden
- De bewoners houden varkens in kooien en achter omheiningen in het water tussen Fale en Fenua Fala. Deze doen zich tegoed aan schelpdieren die ze er vinden, aangevuld met kokosnoten die ze krijgen van de bevolking.

Akegamutu · Avaono · Falatutahi · Fale · Fenua Fala · Fenua Loa · Fugalei · Hakea · Hakea Mahaga · Heketai · Hugalu · Kaivai · Kapiomotu · Kauahua O Tanifa · Kavivave · Lapa · Logotaua · Manuafe · Manumea · Matakitoga · Metu · Motu Akea · Motu Iti · Motuloa · Motu Pelu · Mulifenua · Niue · Nukuheheke · Nukulakia · Nukumahaga Iti · Nukumahaga Lahi · Nukumatau · Ofuna · Olokalaga · Otafi Lahi · Otafi Loa · Otafi Loto · Otano · Pagai · Palea · Pataliga · Pukava · Tafolaelo · Talapeka · Te Afua Tau Lua · Te Afua Tau Tahi · Te Kau Afua O Humu · Te Lafu · Te Loto · Tenki · Te Papaloa · Vaiaha · Vini